# Parantica furius
Parantica furius är en fjärilsart som beskrevs av Hans Fruhstorfer 1909. Parantica furius ingår i släktet Parantica och familjen praktfjärilar. Inga underarter finns listade i Catalogue of Life.